# Primera División (Chile) 2002 Apertura
Die Apertura der Primera División 2002, auch unter dem Namen Campeonato Nacional Apertura Copa Banco del Estado 2002 bekannt, war die 71. Spielzeit der Primera División, der höchsten Spielklasse im Fußball in Chile. Der Beginn der Saison war der 16. Februar und sie endete am 30. Juni.
Die Saison wurde wie bereits 1997 in zwei eigenständige Halbjahresmeisterschaften, der Apertura und Clausura, unterteilt.
Die Meisterschaft gewann das Team von Universidad Católica. Für den Verein war es der insgesamt 8. Meisterschaftstitel, der sich damit für die Copa Libertadores 2003 qualifizierte. Für die neugeschaffene Copa Sudamericana 2002 qualifizierten sich die Gewinner der Qualifikations-Playoffs Santiago Wanderers und CD Cobreloa.
Die beiden Absteiger werden anhand der Gesamttabelle am Ende der Clausura ermittelt.

## Modus
Die 16 Teams spielen einmalig jeder gegen jeden. Aufgegliedert in vier Gruppen à 4 Teams kommen die besten 3 Teams jeder Gruppe in die Playoff-Runde. Die vier Gruppensieger und beiden besten Gruppenzweiten sind in der Playoff-Runde gesetzt und haben im Rückspiel Heimrecht. Die Höhe des Erfolgs spielt keine Rolle, sondern entscheidend ist die höhere Punktzahl in den beiden Duellen. Sollte diese identisch sein, entscheidet eine Verlängerung mit Golden Goal und gegebenenfalls ein Elfmeterschießen über das Weiterkommen. Die sechs Sieger qualifizieren für das Viertelfinale, komplettiert durch die beiden knappsten Verlierer. Auch ab dem Viertelfinale gilt nur die höhere Punktzahl als Entscheidungskriterium, ehe Verlängerung und Elfmeterschießen folgen. Meister ist das Team, das sich in den Finalspielen durchsetzt. Für die Copa Sudamericana spielen alle 16 Teams im einfachen K.-o.-System die beiden Starter aus. Bei Unentschieden nach 90 Minuten geht es in die Verlängerung und gegebenenfalls ins Elfmeterschießen.

## Teilnehmer
Die Absteiger der Vorsaison Deportes Puerto Montt und CD O’Higgins wurden durch die Aufsteiger Deportes Temuco und CD Cobresal ersetzt. Folgende Vereine nahmen daher an der Meisterschaft 2002 teil:
| Mannschaft           | Stadt             |
| -------------------- | ----------------- |
| Audax Italiano       | Santiago de Chile |
| CD Cobreloa          | Calama            |
| CD Cobresal          | El Salvador       |
| CSD Colo-Colo        | Santiago de Chile |
| Coquimbo Unido       | Coquimbo          |
| Deportes Concepción  | Concepción        |
| Deportes Temuco      | Temuco            |
| CD Huachipato        | Talcahuano        |
| CD Palestino         | Santiago de Chile |
| Rangers de Talca     | Talca             |
| Santiago Morning     | Santiago de Chile |
| Santiago Wanderers   | Valparaíso        |
| Universidad Católica | Santiago de Chile |
| Universidad de Chile | Santiago de Chile |
| Unión Española       | Santiago de Chile |
| Unión San Felipe     | San Felipe        |

## Ligaphase

### Gruppe A
| Pl. | Verein                 | Sp. | S | U | N | Tore    | Diff. | Punkte |
| --- | ---------------------- | --- | - | - | - | ------- | ----- | ------ |
| 1.  | Santiago Wanderers (M) | 15  | 7 | 4 | 4 | 024:200 | +4    | 25     |
| 2.  | CD Huachipato          | 15  | 4 | 4 | 7 | 024:310 | −7    | 16     |
| 3.  | Santiago Morning       | 15  | 4 | 3 | 8 | 023:250 | −2    | 15     |
| 4.  | CD Cobresal (N)        | 15  | 3 | 3 | 9 | 019:360 | −17   | 12     |

### Gruppe B
| Pl. | Verein               | Sp. | S | U | N | Tore    | Diff. | Punkte |
| --- | -------------------- | --- | - | - | - | ------- | ----- | ------ |
| 1.  | Universidad Católica | 15  | 8 | 5 | 2 | 040:220 | +18   | 29     |
| 2.  | CD Palestino         | 15  | 6 | 8 | 1 | 029:210 | +8    | 26     |
| 3.  | Deportes Temuco (N)  | 15  | 6 | 5 | 4 | 033:270 | +6    | 23     |
| 4.  | Audax Italiano       | 15  | 6 | 3 | 6 | 018:210 | −3    | 21     |

### Gruppe C
| Pl. | Verein               | Sp. | S | U | N | Tore    | Diff. | Punkte |
| --- | -------------------- | --- | - | - | - | ------- | ----- | ------ |
| 1.  | Universidad de Chile | 15  | 7 | 4 | 4 | 028:230 | +5    | 25     |
| 2.  | Rangers de Talca     | 15  | 6 | 6 | 3 | 021:150 | +6    | 24     |
| 3.  | CD Cobreloa          | 15  | 5 | 4 | 6 | 028:270 | +1    | 19     |
| 4.  | Deportes Concepción  | 15  | 4 | 2 | 9 | 018:280 | −10   | 14     |

### Gruppe D
| Pl.                                | Verein           | Sp. | S | U | N | Tore    | Diff. | Punkte |
| ---------------------------------- | ---------------- | --- | - | - | - | ------- | ----- | ------ |
| 1.                                 | CSD Colo-Colo    | 15  | 9 | 3 | 3 | 029:160 | +13   | 30     |
| 2.                                 | Unión San Felipe | 15  | 5 | 3 | 7 | 021:240 | −3    | 18     |
| 3.                                 | Coquimbo Unido   | 15  | 5 | 3 | 7 | 017:260 | −9    | 18     |
| 4.                                 | Unión Española   | 15  | 4 | 2 | 9 | 017:270 | −10   | 14     |
| Quelle: rsssf.org, Stand: Endstand |                  |     |   |   |   |         |       |        |

| (M) | Vorjahresmeister |
| (N) | Aufsteiger       |

## Finalrunde

### Playoff-Runde
|                  | Punkte          |                      | Hinspiel | Rückspiel | Entscheidung |
| ---------------- | --------------- | -------------------- | -------- | --------- | ------------ |
| CD Huachipato    | 3:3             | Universidad Católica | 1:0      | 0:2       | 0:1 n. GG    |
| Coquimbo Unido   | 1:4             | CD Palestino         | 0:2      | 0:0       | —            |
| CD Cobreloa      | 3:3 (4:3 i. E.) | Santiago Wanderers   | 2:1      | 1:3       | 0:0          |
| Santiago Morning | 0:6             | CSD Colo-Colo        | 0:4      | 2:6       | —            |
| Unión San Felipe | 0:6             | Universidad de Chile | 2:1      | 1:5       | 0:1 n. GG    |
| Deportes Temuco  | 3:3             | Rangers de Talca     | 1:2      | 2:1       | 0:1 n. GG    |

### Viertelfinale
|                    | Punkte |                      | Hinspiel | Rückspiel | Entscheidung |
| ------------------ | ------ | -------------------- | -------- | --------- | ------------ |
| Rangers de Talca   | 2:2    | CD Palestino         | 0:0      | 1:1       | 1:0 n. GG    |
| Deportes Temuco    | 1:4    | Universidad Católica | 0:1      | 2:2       | —            |
| CD Cobreloa        | 1:4    | CSD Colo-Colo        | 2:5      | 2:2       | —            |
| Santiago Wanderers | 1:4    | Universidad de Chile | 3:3      | 1:2       | —            |

### Halbfinale
|                      | Punkte |                      | Hinspiel | Rückspiel |
| -------------------- | ------ | -------------------- | -------- | --------- |
| Universidad de Chile | 1:4    | Universidad Católica | 3:3      | 1:2       |
| Rangers de Talca     | 4:1    | CSD Colo-Colo        | 2:1      | 2:2       |

### Finale
|                  | Punkte |                      | Hinspiel | Rückspiel |
| ---------------- | ------ | -------------------- | -------- | --------- |
| Rangers de Talca | 1:4    | Universidad Católica | 1:1      | 0:4       |

## Beste Torschützen
| Rang | Spieler            | Klub                 | Tore |
| ---- | ------------------ | -------------------- | ---- |
| 1    | Sebastián González | CSD Colo-Colo        | 18   |
| 2    | Arturo Norambuena  | Universidad Católica | 14   |
|      | Luis Quinteros     | CSD Colo-Colo        | 14   |
| 4    | Juan Quiroga       | Deportes Temuco      | 12   |
|      | Luis Rueda         | Universidad de Chile | 12   |

## Qualifikation für die Copa Sudamericana

### 1. Runde
Die Spiele fanden am 14. und 15. August statt.
|                      | Ergebnis        |                         |
| -------------------- | --------------- | ----------------------- |
| CD Cobreloa          | 3:0             | CD Cobresal             |
| Audax Italiano       | 0:1             | Santiago Morning        |
| Unión San Felipe     | 5:0             | Deportes Temuco         |
| Santiago Wanderers   | 2:1             | CD Palestino            |
| Universidad Católica | 4:2             | Unión Española          |
| CSD Colo-Colo        | 1:2             | Coquimbo Unido          |
| Rangers de Talca     | 3:2             | CD Huachipato           |
| Deportes Concepción  | 2:2 (5:4 i. E.) | CF Universidad de Chile |

### 2. Runde
Die Spiele fanden am 20. August statt.
|                      | Ergebnis  |                    |
| -------------------- | --------- | ------------------ |
| CD Cobreloa          | 3:0 n. V. | Rangers de Talca   |
| Coquimbo Unido       | 2:0       | Santiago Morning   |
| Universidad Católica | 1:0       | Unión San Felipe   |
| Deportes Concepción  | 0:1       | Santiago Wanderers |

### Finalrunde
Die beiden Spiele fanden am 28. August statt.
|                      | Ergebnis  |                    |
| -------------------- | --------- | ------------------ |
| Coquimbo Unido       | 1:4 n. V. | Santiago Wanderers |
| Universidad Católica | 2:3       | CD Cobreloa        |

Damit qualifizieren sich Santiago Wanderers und CD Cobreloa für die Copa Sudamericana 2002.